# Gobierno de Irlanda del Norte

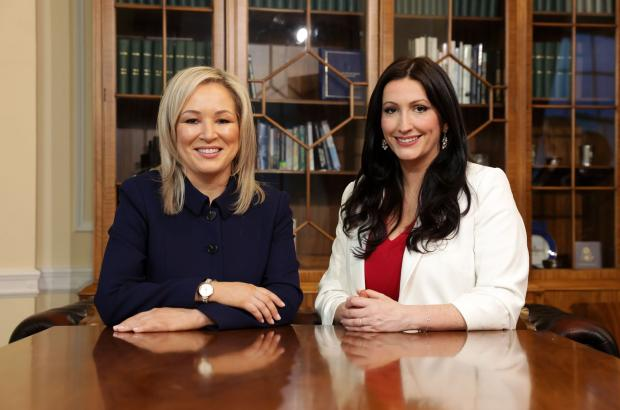
La Ministra Principal, Michelle O'Neill (izquierda), y la Viceministra Principal, Emma Little-Pengelly (derecha).

El Gobierno de Irlanda del Norte es el órgano ejecutivo de Irlanda del Norte, es decir, el gabinete de dicho país constituyente (Home Nation) del Reino Unido. Responde ante la Asamblea, y fue establecido según los términos del Acta de Irlanda del Norte de 1998, redactada según el Acuerdo de Viernes Santo del mismo año que puso fin al conflicto que enfrentó a las comunidades católica y protestante de la región.
El Ejecutivo está compuesto por un ministro Principal y un Viceministro Principal (en un principio de diarquía por el cual incluso comparten office, departamento ministerial). La denominación de los cargos es de First Minister y Deputy First Minister, para diferenciarlos del primer ministro británico (Prime Minister), más el resto de ministros con carteras individuales. Todos ellos son elegidos por la Asamblea por un sistema de "poder compartido" (sharing-power), por el que usando el método d'Hondt se reparten los Ministerios proporcionalmente a la fuerza electoral de los diferentes partidos. Ello hace que en la práctica los dos cargos principales sean sistemáticamente ocupados uno por un político unionista y el otro por un republicano irlandés. 
El Ejecutivo de Irlanda del Norte es uno de 3 gobiernos devueltos en el Reino Unido, los otros son el escocés y el galés.

## Actuales componentes
Desde el 4 de febrero de 2024 el cargo de Ministra Principal es para Michelle O´Neill, del Sinn Féin. La republicana llega al cargo después de estar boicoteada la formación del nuevo gobierno tras las elecciones de 2022 por parte del Partido Unionista Democrático. Boicot motivado por estar en contra del acuerdo entre el Reino Unido y la UE que implicaba situar controles aduaneros entre Irlanda del Norte y el resto de Gran Bretaña.
El cargo de Viceministra principal lo ocupa Emma Little-Pengelly, del Partido Unionista Democrático.
El resto de Ministerios se reparten entre los partidos que tienen presencia en la Asamblea de Irlanda del Norte y aplicando el sistema D´Hondt.
| Ministerio                                    | Titular           | Partido                       |
| --------------------------------------------- | ----------------- | ----------------------------- |
| Economía                                      | Conor Murphy      | Sinn Féin                     |
| Finanzas                                      | Caoimhe Archibald | Sinn Féin                     |
| Infraestructuras                              | John O´Dowd       | Sinn Féin                     |
| Educación                                     | Paul Givan        | Partido Unionista Democrático |
| Comunidades                                   | Gordon Lyons      | Partido Unionista Democrático |
| Justicia                                      | Noami Long        | Partido de la Alianza         |
| Agricultura, medio ambiente y asuntos rurales | Andrew Muir       | Partido de la Alianza         |
| Salud                                         | Robin Swann       | Partido Unionista del Ulster  |